# داده‌های پانلی چند بعدی
در اقتصادسنجی داده‌های پانلی معمولاً روی دو بعد( معمولاً زمان و برش‌های مقطعی) مشاهده می‌شوند. یک داده پانلی تحت عنوان "چندبعدی" بیان می‌شود هنگامی که پدیده مورد نظر در سه بعد یا بیشتر مشاهده شود. به عنوان مثال، یک مجموعه داده‌ای شامل پیش‌بینی‌هایی که با چندین جزء (بعد اول)، چندین متغیر پیش‌بینی شده اقتصاد کلان (بعد دوم) در چندین افق زمانی ( بعد سوم) و برای چندین دوره هدف (بعد چهارم) انجام شود.
داده‌های پانلی چندبعدی بیشترین اطلاعات را از مجموعه داده‌ای استخراج می‌کند.

## آنالیز داده‌های پانلی
یک پانل چندبعدی با چهار بعد می‌تواند به صورت زیر نوشته شود:
{\displaystyle X_{isth},\;i=1,\dots ,N,\;s=1,\dots ,S,\;t=1,\dots ,T,\;h=1,\dots ,H,\,}
که در آن i بعد جزء، s بعد سری، t بعد زمان و h بعد افق است. یک رگرسیون کلی داده‌های پانلی چند بعدی به صورت زیر است:
{\displaystyle y_{isth}=\alpha +X_{sith}\beta +u_{sith}.\,}
فروض پیچیده می‌تواند روی ساختار دقیق همبستگی میان خطاها در این مدل ایجاد شود. برای مثال، همبستگی خطی (جملات خطا در طول زمان با هم همبستگی دارند) دارای چندین معنی متمایز است. جملات خطا می‌توانند در سراسر زمان برای سری ها، جزء هاو افق‌های فکری یکسان دارای همبستگی باشند. آن‌ها همچنین می‌توانند در سراسر زمان و سراسر سری‌ها برای جزء‌ها و افق‌های یکسان، و غیره دارای همبستگی باشند. به‌طور مشابه واریانس ناهمسانی می‌تواند در سراسر جزء‌ها برای سری ها، زمان و افق‌های یکسان و همچنین در سراسر جزء‌ها و سری‌های متفاوت برای زمان و افق یکسان، و غیره تعریف شود

## مجموعه داده‌هایی که دارای پانل‌های چندبعدی هستند
Blue Chip Survey of Professional Forecasters
Survey of Professional Forecasters ASA-NBER